# お笑いハイブリッド!!
お笑いハイブリッド!!（おわらいはいぶりっど）は、メディアボーイから発売されているお笑い専門誌である。

## 概要
- 2009年10月に創刊で発売日は不定期。
- サイン入り写真が一人ずつある。

## 特集
- 第5号:しずる、漫才、ツアー、M-1グランプリ、オードリー密着取材、ニコニコ生放送スタート

## 表紙
- 第1号：はんにゃ
- 第2号：オードリー
- 第3号：NON STYLE
- 第4号：我が家
- 第5号：しずる
- 第6号：笑い飯

## 編集部
- 発行人 - 石橋慎詞
- 編集人 - 中野昌洋